# Časová konstanta obvodu

Odezva kondenzátoru na napěťový skok.

Odezva cívky napěťový skok.

Časová konstanta RC obvodu složeného z rezistoru a kondenzátoru je
{\displaystyle \tau =RC}
Časová konstanta RL obvodu složeného z rezistoru a cívky je
{\displaystyle \tau ={\frac {L}{R}}}
kde {\displaystyle \tau } je čas (v sekundách), R odpor (v Ohmech), C kapacita (ve Faradech) a L Indukčnost (v Henry).

## Fyzikální význam
Časová konstanta reprezentuje dobu, za jakou změna, kterou lze popsat exponenciální funkcí, dosáhne hodnoty {\displaystyle 1-{\frac {1}{e}}}, tj. přibližně 63,2 %.
Elektrické obvody jsou často složitější než tyto příklady, a mohou vykazovat více časových konstant. Pokud v obvodu existuje zpětná vazba, může systém vykazovat nestabilní, rostoucí oscilace. Skutečné elektrické obvody navíc obvykle nejsou opravdu lineárními systémy, kromě případů velmi nízkých amplitudových buzení; aproximace linearity je však používanější.